# Pogonocherus pesarinii
Pogonocherus pesarinii är en skalbaggsart som beskrevs av Gianfranco Sama 1993. Pogonocherus pesarinii ingår i släktet Pogonocherus och familjen långhorningar. Inga underarter finns listade i Catalogue of Life.